# Dorpsfiguur
Een dorpsfiguur is een persoon die binnen een dorp, gemeente, stad of streek lokaal bekend is. Ze hebben doorgaans hun bekendheid te danken aan hun kleurrijke gedrag of verschijning en slechts in mindere mate aan hun daden. Hun uiterlijk en persoonlijkheid dragen dikwijls bij tot de plaatselijke couleur locale.
Vaak zijn dorpsfiguren al wat oudere personen die al hun hele leven in hun dorp wonen en daardoor bij haast iedereen binnen deze gemeenschap bekend zijn. Meestal zijn ze geregeld op dezelfde locatie terug te vinden, zoals hun lokale stamcafé. Ze krijgen vaak een bijnaam die door de dorpsbewoners vertederend als een koosnaampje wordt gebruikt. Buiten hun dorp zijn dorpsfiguren meestal volslagen onbekend, alhoewel bepaalde legendarische dorpelingen vereeuwigd zijn in een standbeeld of de lokale folklore. Alhoewel de term "dorpsfiguur" doorgaans op een dorp slaat worden ook personen die in een specifieke stad worden gesignaleerd in deze categorie ondergebracht.
Sommige excentrieke en zonderlinge dorpelingen worden weleens denigrerend "dorpsgek", genoemd.

## Lijst met bekende dorpsfiguren
- Jaak Backx, eigenlijk afkomstig uit Niel, maar in Boechout bekend als "Jaak". Hij is een verstandelijk gehandicapt man die lokaal actief als muzikant tijdens dorpsfeesten. Zijn leven werd verfilmd in de film "Jaak the Movie".[1]
- Marc Baert, Antwerpenaar die een eigen politieke partij oprichtte, Kaganovemus, en ook jarenlang een bekend figuur was onder stadsbewoners.
- Pogge den Boer, eigenlijk afkomstig uit Ternat, maar in Schaarbeek bekend om zijn uitdrukking "Alles is just".
- Heintje Bondo, Eindhovenaar die actief was als straatartiest.
- Boer Charel, een boer uit Lotenhulle die in 1996 nationaal bekend werd na een Jambers-reportage. Hij leefde lange tijd alleen en in zeer onhygiënische omstandigheden.
- Diogenes van Sinope, Grieks filosoof die in Athene uit vrije wil als een zwerver leefde en ook regelmatig ophef veroorzaakte door excentriek en onzedig gedrag te vertonen.
- Maria Theresia Eyer-Gorsen, vrouw uit Lillo (Antwerpen) die bekendstond om haar hoge leeftijd en 105 jaar oud werd.
- Gaart-Jan en Gaart, twee dorpsfiguren uit Ermelo die door schilder Cees Bolding vereeuwigd werden in een beeldhouwwerk.[2]
- Grard Sientje, kluizenaar uit Zeilberg, die nationaal bekend werd dankzij een uitzending van de tv-serie Van Gewest tot Gewest in 1976. De volksmuziekgroep Moek bracht een hommage aan hem in het nummer "Sientje".
- Grote Boer van Lekkerkerk, een 17de-eeuwse landbouwer en zalmvisser uit Lekkerkerk, die bekendheid genoot vanwege zijn reusachtige lengte.
- Had-je-me-maar, zwerver uit Amsterdam die een politieke partij, Rapaillepartij oprichtte en er een zetel in de Amsterdamse gemeenteraad mee won.
- Fonske Jacobs, alias "Fonske", Antwerpenaar die tot op hoge leeftijd (102 jaar!) dagelijks op café ging in het Antwerpse café "Den Engel" op de Antwerpse Grote Markt. Hij was de bekendste vaste klant en kwam geregeld in het nieuws.
- Kenau Simonsdochter Hasselaer, vrouw uit Haarlem die bekendstond om haar kordate gedrag. Tijdens het beleg van Haarlem (1572) vocht ze mee op de kantelen van de stad. Ze groeide uit tot een legende. Het eponiem "kenau" is op haar gebaseerd.
- Hannah Hauxwell, boerin uit de Yorkshire Dales, die in armoede op zichzelf in een nagenoeg verlaten vallei leefde, zonder elektriciteit of stromend water. In de jaren 70 werd ze op slag beroemd door de documentairefilm Too Long a Winter. De kijkers stuurden haar giften toe, haar autobiografie werd een bestseller en ze begon rond te reizen en daar boeken over te schrijven.
- Christiaan Hesen, inwoner uit America (Limburg) die bekendstond om zijn mensenschuwe gedrag en naar wie de Limburgse band Rowwen Hèze vernoemd is.
- James Hirst (‘Jemmy Hirst’), excentrieke 18de-eeuwse uitvinder uit Yorkshire, die op een getemde stier reed, otters voor hem leerde vissen en clowneske pakken in bonte kleuren droeg. Op zijn stier nam hij met zijn aristocratische vrienden deel aan de vossenjacht. Hij ontwikkelde een voorloper van de tachograaf en wekte daarmee de interesse van koning George III, die hij tijdens een audiëntie met grappen vermaakte. Daarnaast schreef hij gedichten en bouwde hij een zeilwagen waarmee hij zich van stad naar stad verplaatste. Zijn zweefmachine, waarmee hij over de Humber wilde vliegen, functioneerde echter niet.
- Elsken Joosten alias Geuze Els, 17de-eeuwse protestantse inwoonster van Hapert, die in het Kempenland bekend stond als een ijverig voorstander van het gereformeerde geloof en die een talrijk nageslacht naliet door een groot kindertal, welke zich over de gehele Kempen, maar later ook de rest van de Meierij van 's-Hertogenbosch, wisten te vestigen en waar het lokale volksrijmpje nog altijd van getuigd.
- Cornelis Joppenszoon, kind uit Leiden dat na het beleg van Leiden (1574) als eerste ontdekte dat de Spaanse belegeringstroepen weer vertrokken waren. Hij is vereeuwigd in een lokaal standbeeld, straatnaam en de lokale Cornelis Joppenszprijs.
- Pee Klak, leurder uit Moorsel (Aalst), vereeuwigd in een lokaal streekbier.
- Arnol Kox, Eindhovenaar die op een scooter rondreed en zijn christelijke geloofsovertuiging luidkeels aan iedereen meedeelde.
- Wemeltje Kruit, koopvrouw uit Gasselte die per fiets haar boodschappen deed en een standbeeld kreeg in het dorp.[3]
- Mooie Keetje, vrouw uit Oosterhout die vereeuwigd werd in Nicolaas Beets' roman Camera Obscura
- Jack Metcalf (‘blinde Jack van Knaresborough’), 18de-eeuwse violist, soldaat, marktkramer en stratenmaker uit Yorkshire, die ondanks zijn blindheid dienst nam in het Engelse leger tijdens de Jakobitische opstand van 1745, in de entourage van Karel Eduard Stuart infiltreerde en bruggen en wegen aanlegde. Hij werkte tevens als gids en stichtte een voorloper van een busdienst met langeafstandskoetsen. In Knaresborough werd een standbeeld voor hem opgericht en het lokale museum wijdde een afdeling aan hem.
- Joshua Norton, inwoner van San Francisco die zichzelf tot "keizer van de VS en beschermer van Mexico" uitriep en de lokale bevolking zelfs zover kreeg dat ze hem ook op deze manier behandelden. Na zijn dood kreeg hij een officiële begrafenisceremonie, waar 30.000 rouwenden op afkwamen.
- Dikke van Pamel, boer uit Pamel die bekend stond omwille van zijn corpulente lichaamsbouw.
- Kotje Pieper, dorpsfiguur uit Westouter, naar wie een plaatselijk bos vernoemd is.[4]
- Bartje Poep, bijnaam van Bart Versteeg, een dorpsfiguur uit Nieuwendijk (Werkendam), die in heel wat Noord-Brabantse folkloreverhalen vereeuwigd is.
- Pööke, zwerver uit Puiflijk die vereeuwigd werd in een standbeeld.[5]
- Raymond "Ray" Robinson, een inwoner uit Pennsylvania die bekendstond als "The Green Man". Zijn gezicht was afzichtelijk verminkt door een incident tijdens zijn jeugd waarbij hij een stroomstoot kreeg. Hij maakte 's nachts graag wandelingen in zijn lokale gemeente, waardoor hij veel broodjeaapverhalen inspireerde.
- Jan Roos, straatzanger uit Groningen die graag liedjes zong, of voorbijgangers dit nu om aan te horen vonden of niet.
- Rik Van Aken, alias "Zotte Rik", werd vereeuwigd in John Wilms' boek "Uit de Parochie van Miserie" (1941).
- Rubbes, etalageschilder die in Antwerpen jarenlang een herkenbare verschijning was.
- Piet Schuurmans, Vughtenaar die nabij het lokale ziekenhuis jarenlang het verkeer regelde.
- Kamiel Sergant, Aalstenaar die tot Keizer Carnaval van zijn gemeente werd verkozen en ook tot Commandeur in de Kroonorde werd benoemd.
- De Schrik van Harculo, man uit Zwolle die aan het syndroom van Gilles de la Tourette leed en vanop zijn fiets luid naar voorbijgangers schreeuwde.
- Jan Corneel Tisson ("Zotte Nelles"), excentriek figuur uit Duffel die later door het lokale gemeentebestuur tot reus vereeuwigd werd.
- Toon van Els ("Tôntje d’n dwerg"), schaapherder uit Oploo die bekendstond om zijn kleine lengte en het feit dat hij rondzwierf. Hij is inmiddels door het lokale gemeentebestuur met een standbeeld vereeuwigd.
- Georges van Eeckhoutte, bijgenaamd "Klein Ventje van Elverdinge". Hij werd vereeuwigd in een standbeeld en een lied van Willem Vermandere.
- Imro van Hetten, dakloze thaibokser uit Utrecht, die niettemin een carrière als zanger had.
- Jacob Wildeman, Nederlands heilsoldaat die decennialang in Groningen geld trachtte in te zamelen voor het Nederlandsch Leger des Heils. Hij werd door voorbijgangers "Sergeant Wildeman" genoemd.
- Jan Hepkes Wouda, huidenkoopman uit Surhuisterveen, die bekendstond als verhalenverteller.
- Bertus Zuurbier, Amsterdammer die deel uitmaakte van de anarchistische Rapaljepartij en ook meermaals in de gevangenis belandde wegens opruiing.
- Aleida Leurink, Predikantsvrouwe uit Losser die 57 jaar lang het wel en wee van haar omgeving noteerde.

## Lijst met bekende fictieve dorpsfiguren
- Contente mens;
- Cornelius Bracke, uit de cursiefjesrubriek "Het wordt te veel voor Corneel" door Guido van Meir;
- The Crazy Cat Lady in The Simpsons;
- Pietje De Leugenaar uit Terug naar Oosterdonk;
- De "Dorpsfiguren" uit het gelijknamige toneelstuk door Julien Vandepitte;
- Jef Patat uit de stripreeks Urbanus;
- Pietje Puk;
- Wannes Raps;
- Jan Smolders;
- Jaon de Zak;
- Swiebertje;
- Jan van der Deen;
- De Vieze Man, een onhygiënische perverseling uit de programma's van Van Kooten en De Bie;
- Stilte, de stomme, naïeve dorpsgek van het dorp Schoonvergeten in de gelijknamige strip;
- The Log Lady, een dame die beweert helderziend te zijn door te converseren met een boomstronk, in de tv-reeks Twin Peaks;